# Pigouova daň
Pigouova daň je v ekonomii označení pro zdanění negativních externalit, tzn. nepříznivých vlivů dopadajících na okolí (případně náhrad za pozitivní externality). Jejím cílem je tyto externality „internalizovat“, tj. promítnout jejich vliv do rozhodování jejich původců. Je pojmenována podle anglického ekonoma Arthura Cecila Pigou (1877–1959), který zavedl pojem externalit.
Výsledkem je, že tržní produkce bude snížena na efektivní množství. Vedlejším efektem je zvýšení státního příjmu, vedoucí k snížení daňového zatížení na jiných místech. Ekonomové uznávají Pigouovu daň a dotace za nejméně rušivé a nejefektivnější metody k řešení externalit.
Například u továrny znečišťující okolí (negativní externality) by znečišťovatel měl platit daň za znečištění. Pokud naopak např. včely nějakého chovatele opylují sousedovy ovocné stromy, bude včelař požadovat subvence za svou pomoc, např. formou záporné daně.

## Externalita
Externalita je nekompenzovaný vliv jednání jednoho člověka na blaho nezúčastněného jedince.
Externalita může být pozitivní nebo negativní, podle toho, zda je vliv na nezúčastněnou stranu příznivý nebo nepříznivý.
Sebezájmem pohánění kupující a prodávající ignorují externí náklady nebo prospěchy svého jednání, takže tržní výsledky nejsou efektivní. Proto v přítomnosti externality může vládní politika zvýšit efektivnost.
Příklady negativních externalit: znečištění vzduchu továrnou, sousedův štěkající pes, řev večírku ze sousedního pokoje na kolejích, hlukové znečištění stavby, zdravotní riziko způsobené pasivním kouřením, zvýšené riziko dopravní nehody způsobené tím, že řidič za jízdy telefonuje.
Příklady pozitivních externalit: očkování proti nakažlivé chorobě chrání nejen očkovaného člověka, ale i lidi v jeho okolí; výzkum a vývoj vytváří znalosti, které mohou využít i ostatní; krásná zahrada či opravené historické budovy přináší radost i kolemjdoucím.

## Internalizace externalit, Pigouovy subvence
Řešením veřejných externalit jsou Pigouovy daně. Regulace, omezení, normy – záleží na velikosti omezení, nemá být větší škoda pro původce externality než získaný užitek pro ostatní subjekty.
U internalizace externalit jde o to, aby subjekty braly v úvahu externí vlivy svých činností. Například zdaněním činností s negativními externalitami dojde k internalizaci externalit, popřípadě dotací činností s pozitivními externalitami (viz níže Pigouovy subvence).
Pigouovy subvence jsou opakem Pigouovy daně. Jedná se dotace řešící pozitivní externality, které jsou v ideálním případě rovny externímu prospěchu. 
 Příkladem jsou dotace státu do oblasti školství nebo například vědy a výzkumu.
Například u továrny znečišťující okolí (negativní externality) by znečišťovatel měl platit daň za znečištění. Pokud naopak např. včely nějakého chovatele opylují sousedovy ovocné stromy, bude včelař požadovat subvence za svou pomoc, např. formou záporné daně.

## Pigouův pohled na externality
Negativní externalita znamená odchýlení společenských nákladů od soukromých nákladů. Pigouova daň (také korektivní daň) je daň nastavená tak, aby soukromé subjekty vzaly při svém rozhodování v úvahu společenské náklady, které vznikají z negativní externality.
Pozitivní externalita znamená odchýlení společenské hodnoty od soukromé hodnoty. V případě pozitivní externality je ideální korektivní dotace ve výši externích prospěchů.
Je třeba zajistit, aby účastníci trhu:
- nesli plné společenské náklady svého jednání
- získali plný společenský prospěch svého jednání

Společenské náklady = soukromé náklady + externí náklady. Externí náklady jsou hodnota negativního vlivu na nezúčastněnou stranu. Společenská hodnota = soukromá hodnota + externí prospěch. Externí prospěch je hodnota pozitivního vlivu na nezúčastněnou stranu.
Pigouova daň je efektivní, pokud:
1. firma s nízkými náklady na odstranění znečištění ho odstraní, aby snížila své břemena,
2. firma s vysokými náklady na odstranění znečištění má vyšší ochotu platit daň.

## Kritika
Pigou navrhl řešit problém externalit soustavou daní a subvencí, tedy intervencí státu.
Ekonom Frank Knight přišel s tvrzením, že externality vznikají, nejsou-li vymezena nebo respektována vlastnická práva. Zavedení daní a subvencí by vyvolalo náklady (mohou být vyšší než ztráta blahobytu způsobená externalitami) a zvýšilo moc státních úředníků.
Ekonom Ronald H. Coase ukázal, že při vymezení a respektování vlastnických práv může dojít k soukromému vyjednávání a strany se vzájemně kompenzují. Bude tak dosaženo efektivního řešení bez státní intervence. K vzájemné kompenzaci však nedojde, je-li spojena s vysokými transakčními náklady.
Problémem Pigouova přístupu je, že při výběru Pigouovy daně nedochází ke skutečnému odškodnění poškozených.